# Pi (película)
π (Pi, el orden del caos en Hispanoamérica; Pi, fe en el caos en España) es una película estadounidense de 1998, del género thriller y ciencia ficción, ópera prima del director estadounidense Darren Aronofsky. Fue filmada en película en blanco y negro de alto contraste. Ganadora del premio a mejor dirección en el Festival de Cine de Sundance en 1998 y del premio al mejor guion del Premios Independent Spirit.

## Argumento
La película trata sobre Maximillian Cohen, un matemático muy reservado, bastante paranoico y aquejado de fuertes migrañas, quien cree que toda la naturaleza puede ser representada mediante números. Max pretende descubrir el modelo matemático de la bolsa a través de  cálculos y programas propios que introduce  con  su ordenador Euclides. Después de una inspiración provocada por la cábala, que le enseñan un grupo de místicos judíos, Maximillian crea un programa con el que consigue unas pocas predicciones impresas en un papel, pero a costa de fundir el ordenador y los datos, debido a un bug (error de software) que hace que aparezca un número de doscientos dieciséis dígitos después de las predicciones. Decide tirar el papel de las predicciones y el bug pensando que se trataba de un fallo en el programa.
Más tarde, su mentor (que estudiaba el número PI), le cuenta que él también había sufrido varios bugs en su estudio, y que aparentaba haber detrás algo más que un simple error de software. A partir de ese momento Maximillian se ve envuelto en una persecución, por una parte de una empresa que consigue el papel con las predicciones, que han resultado muy exactas, y el grupo de judíos estudiantes de la Torá que quieren el número de 216 dígitos, ya que representa el verdadero nombre de Dios, que se perdió en la destrucción del segundo templo de Salomón.

## Reparto
- Sean Gullette como Maximillian "Max" Cohen.
- Mark Margolis como Sol Robeson.
- Ben Shenkman como Lenny Meyer.
- Pamela Hart como Marcy Dawson.
- Samia Shoaib como Devi.
- Stephen Pearlman como Rabino Cohen.
- Clint Mansell como un fotógrafo.

## Recepción
Con una buena recepción en general, recaudó en Estados Unidos $3,221,152 dólares. El sitio de crítica Rotten Tomatoes le da una valoración del 88%, basado en 56 reseñas, con una calificación total de 7.3/10. En Metacritic la cinta tiene una calificación de 72/100. El crítico de cine Roger Ebert le dio tres estrellas y media de calificación, de un total de cuatro; Ebert destacó el tono de suspenso y la forma en que el protagonista arriesga todo en su obsesión. James Berardinelli le dio a la cinta tres de cuatro estrellas, la criticó como bien escrita y con una trama y protagonista bien desarrollados.

## Banda sonora
π lanzó la carrera de Clint Mansell como compositor cinematográfico.
Canciones incluidas en el disco:
1. πr² - Clint Mansell
2. P.E.T.R.O.L. - Orbital
3. Kalpol Intro - Autechre
4. Bucephalus Bouncing Ball - Aphex Twin
5. Watching Windows (Ed Rush & Optical remix) - Roni Size
6. Angel - Massive Attack
7. We Got the Gun - Clint Mansell
8. No Man's Land - David Holmes
9. Anthem - GusGus
10. Drippy - Banco de Gaia
11. Third from the Sun - Psilonaut
12. Low Frequency Inversion Field - Spacetime Continuum
13. 2πr - Clint Mansell